# Chiesa di Sant'Angela Merici (Roma)
La chiesa di Sant'Angela Merici è una chiesa di Roma, nel quartiere Nomentano, in via Bartolomeo Marliano.

## Storia
Realizzata nel 1955 dall'ing. Ernesto Vichi, essa fu eretta a parrocchia il 25 settembre 1963 con decreto del cardinale vicario Clemente Micara, e affidata dal 1958 agli Oblati di Maria Vergine.
La chiesa fu consacrata nel 1967 e fu visitata da Giovanni Paolo II il 27 maggio 2001.
Dal 2014 è sede del titolo cardinalizio di "Sant'Angela Merici".

## Descrizione
La chiesa è un alto edificio a pianta ottagonale in mattoni rossi e nervature in cemento armato. Sulla sommità della chiesa è posta una lanterna, mentre al di sotto del cornicione corre una lunga vetrata. L'ingresso principale è preceduto da una breve scalinata, ed è sormontato dallo stemma di papa Paolo VI e dalla scritta dedicatoria: D.O.M. in hon. S. Angelae Merici A.D. MCMLXVII.
L'interno della chiesa si presenta in forme semplici, con un'unica cappella laterale, ove si trovano un Crocifisso in ceramica e due tele raffiguranti una Deposizione ed una Eucaristia.